# Балина
Балина (енгл. Ballina, ир. Béal an Átha) је град у Републици Ирској, у западном делу државе. Град је у саставу округа округа Мејо, где представља други по величини град и важно средиште.

## Природни услови
Град Балина се налази у западном делу ирског острва и Републике Ирске и припада покрајини Конот. Град је удаљен 240 километара северозападно од Даблина. 
Балина је смештена у равничарском подручју западне Ирске, на ушћу реке Мој у море. Како је ушће у виду естуара, ту се образује залив који дубоко улази у копно. Источно од града издижу се планине Окс, а западно планине Нефин Бег. Надморска висина средишњег дела града је око 7 метара.
Клима: Клима у Балини је умерено континентална са изразитим утицајем Атлантика и Голфске струје. Стога град одликује блага и веома променљива клима.

## Историја
Подручје Балине било је насељено већ у време праисторије. Дато подручје је освојено од стране енглеских Нормана у крајем 12. века. Први помен данашњег назива везан је за годину 1375, када се ту гради манастир.
Град је имао значајну улогу у току Ирског устанка 1798. године.
Балина је од 1921. године у саставу Републике Ирске. Опоравак града започео је тек последњих деценија, када је Балина поново забележила нагли развој и раст.

## Становништво
Према последњим проценама из 2011. године. Балина је имала око 10 хиљада становника у граду и око 11 хиљада у широј градској зони. Последњих година број становника у граду се повећава.

## Привреда
Балина је била традиционално трговиште и лука, а овај обичај је задржан и дан-данас. Последњих деценија градска привреда се махом заснива на пословању, трговини, услугама.

## Збирка слика
- Градска црква св. Мардака
- Остаци старог манастира